# Kamperzeedijk-West
Kamperzeedijk-West is een dorp annex gehucht in de gemeente Zwartewaterland, in de Nederlandse provincie Overijssel.
Het dorpje is gelegen aan de provinciale weg N760 (plaatselijk bekend als de Kamperzeedijk) in de Kop van Overijssel tussen Kampen en Genemuiden. Ten oosten van Kamperzeedijk-West is het plaatsje Kamperzeedijk-Oost gelegen. Kamperzeedijk-West wordt niet altijd als een zelfstandige kern gezien, maar vaak als onderdeel van het buitengebied van het dorp Genemuiden. Kamperzeedijk-West viel dan tot 2001 tot de gemeente Genemuiden voordat deze opging in de fusiegemeente Zwartewaterland.
Hoofdplaats: Hasselt      Stad: Genemuiden

Dorpen: Kamperzeedijk-Oost · Kamperzeedijk-West · Zwartsluis     
Buurtschappen: Afsched · Baarlo · Cellemuiden · De Velde · Genne · Genne-Overwaters · Holten · Kievitsnest · Mastenbroek (deels) · Nieuwe Wetering · Roebolligehoek · Streukel · Zwartewatersklooster

Voormalige gemeenten: Genemuiden · Hasselt · Zwartsluis

Overijssel · Steden en dorpen in Overijssel      Nederland · Provincies · Gemeenten